# Алфонсо Перез (боксер)
Алфонсо Перез (шп. Alfonso Pérez; Картахена, 16. јануар 1949) је колумбијски боксер. На Олимпијским играма 1972. у Минхену освојио је бронзану медаљу у категорији до 60 килограма. У професионалној каријери забележио је 27 победа од којих су 20 биле нокаутом, 10 пораза и 3 нерешена меча.